# Misuzu Kaneko
Misuzu Kaneko (jap. 金子 みすゞ Kaneko Misuzu, właśc. Kaneko Teru; ur. 11 kwietnia 1903 w wiosce Senzaki (obecnie część miasta Nagato, zm. 10 marca 1930) – japońska poetka. Za życia uważana za jedną z „jaśniejszych gwiazd wśród młodych poetów japońskich”. Zmarła w wieku 26 lat.

## Życiorys
W roku 1982 odnaleziono 512 utworów poetki, zgromadzonych w trzech zbiorach rękopisów, co spowodowało ponowne zainteresowanie jej twórczością.
Jej utwory zostały przetłumaczone na różne języki, m.in. angielski, niemiecki, francuski, polski, hindi, nepalski.
W Polsce, w roku 2005, został wydany przez wydawnictwo Waneko zbiór dzieł wybranych poetki pod tytułem „Ptaszek, dzwonek i ja” w tłumaczeniu Katsuyoshi Watanabe.